# Zbigniew Lewandowski (generał)
Zbigniew Lewandowski (ur. 11 listopada 1943 w Cesinowie) – generał brygady WP.

## Życiorys
W 1961 zdał maturę w liceum w Grójcu. 1963-1966 elew Oficerskiej Szkoły Wojsk Pancernych w Poznaniu, promowany na stopień podporucznika przez wiceministra obrony gen. dyw. Wojciecha Jaruzelskiego. Dowódca plutonu w 28 Pułku Czołgów w Czarnem na Pomorzu, 1969-1971 dowódca kompanii czołgów w stopniu porucznika.
1971-1974 studiował w Akademii Sztabu Generalnego WP w Warszawie. Od 1973 kapitan. Starszy oficer w Oddziale Planowania Zarządu I Operacyjnego Sztabu Generalnego WP w Warszawie, od 1977 major. 1978-1979 zastępca dowódcy, a 1979-1982 dowódca 1 Pułku Czołgów w Elblągu; w 1980 pułk uzyskał tytuł „Przodującej jednostki w WP”. Od 1981 podpułkownik, od 1985 pułkownik.
1982-1984 szef sztabu – zastępca dowódcy 20 Dywizji Pancernej w Szczecinku. Za wybitne osiągnięcia w szkoleniu żołnierzy w 1984 skierowano go na studia do Akademii Sztabu Generalnego Sił Zbrojnych ZSRR im. K. Woroszyłowa w Moskwie, które ukończył w 1986. Następnie szef Oddziału Operacyjnego – zastępca szefa Zarządu Operacyjnego w Głównym Zarządzie Szkolenia Bojowego WP. 1987-1989 zastępca szefa, a 1989-1997 szef Zarządu VI Organizacyjnego Sztabu Generalnego WP. VII-VIII 1989 wraz z wiceministrem obrony gen. broni Antonim Jasińskim odbył pierwszą po II wojnie światowej delegację WP do USA.
Jesienią 1989 Prezydent PRL Wojciech Jaruzelski mianował go generałem brygady. 1997-2002 szef Rejonowego – Wojewódzkiego Sztabu Wojskowego w Warszawie, który w został wyróżniony przez premiera Jerzego Buzka. W kwietniu 2002 pożegnany przez ministra obrony Jerzego Szmajdzińskiego, zakończył zawodową służbę wojskową i przeszedł do rezerwy.

## Odznaczenia
- Krzyż Kawalerski Orderu Odrodzenia Polski
- Złoty Krzyż Zasługi
- Złoty Medal „Siły Zbrojne w Służbie Ojczyzny”
- Srebrny Medal Siły Zbrojne w Służbie Ojczyzny
- Brązowy Medal Siły Zbrojne w Służbie Ojczyzny
- Złoty Medal „Za zasługi dla obronności kraju”
- Srebrny Medal Za zasługi dla obronności kraju
- Brązowy Medal Za zasługi dla obronności kraju